# Allas-les-Mines
Allas-les-Mines är en kommun i departementet Dordogne i regionen Nouvelle-Aquitaine i sydvästra Frankrike. Kommunen ligger i kantonen Saint-Cyprien som tillhör arrondissementet Sarlat-la-Canéda. År 2022 hade Allas-les-Mines 195 invånare.

## Befolkningsutveckling
Antalet invånare i kommunen Allas-les-Mines
Referens:INSEE